# 瑟琳娜·麥爾
瑟琳娜·麥爾（Selina Meyer）是HBO制作副总统中的角色，朱莉亚·路易斯-德雷福斯扮演该角色。

## 角色简介
迈耶在第一季是一名由修斯总统提名的副总统，富有幽默感和野心。提出的法案被国会阻止。剧中的虚构总统因为支持率和照顾第一夫人的原因辞职，迈耶在2016年1月24日成为总统
迈耶来自迈阿密，但是搬到了马里兰州。后来迈耶在马里兰州竞选众议员并且当选。2002年，迈耶参加马里兰州中期选举的参议员选举并且击败对手。2012年参加美国总统大选，在初选中败给了剧中角色斯图尔特修斯。但是修斯在后来提名迈耶成为了副总统。
迈耶在剧中是一个幽默感，暴躁的女政客。她经常对下属发脾气，她的办公室幕僚们对她非常不满。